# Chiesa del Corpus Domini (Roma)
La chiesa del Corpus Domini è un luogo di culto cattolico di Roma, situato nel quartiere Nomentano, in via Nomentana; è un luogo sussidiario di culto della parrocchia di San Giuseppe a via Nomentana, annesso alla casa delle Religiose dell'Eucaristia.
Fu edificata in stile neogotico tra il 1888 ed il 1893 dall'architetto Arthur Verhaegen con la collaborazione di Carlo Busiri Vici. La facciata è in mattoni a vista, con un grande arco ogivale che racchiude tre finestre, ed una torre campanaria: sopra il portale d'ingresso vi è un mosaico raffigurante il calice con tre ostie. L'interno è a tre navate, con soffitto a capriate, ed affreschi del coro di Virginio Monti.

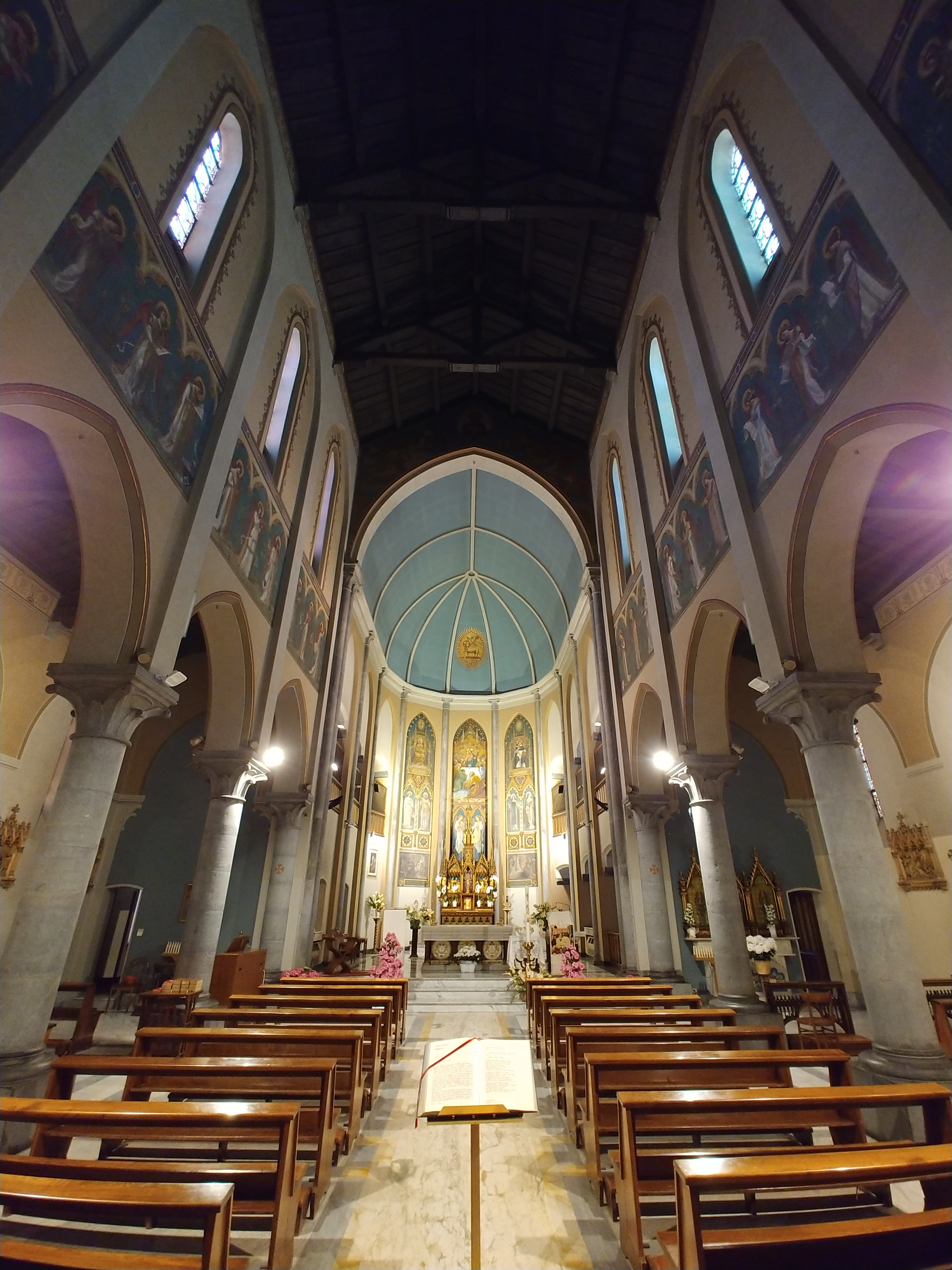
L'interno